# 小倉鋲一郎
小倉 鋲一郎（おぐら びょういちろう、1853年8月25日（嘉永6年7月21日） -  1928年（昭和3年）12月23日）は、日本の海軍軍人。最終階級は海軍中将。

## 経歴
幕臣出身。江戸で生まれる。明治5年（1872年）9月、海軍兵学寮に入学。1878年（明治11年）7月、海軍兵学校（5期）を卒業。1881年（明治14年）1月、海軍少尉任官。
1886年（明治19年）12月、「龍驤」分隊長となり、以後、軍事部出勤、「高千穂」分隊長、「武蔵」「大和」「海門」の副長、海軍省第1局第1課次長などを歴任。1891年（明治24年）12月、海軍少佐に昇進。
1893年（明治26年）5月、大臣官房人事課課僚兼軍務局第1課課僚となる。その後、「高雄」副長を経て、1894年（明治27年）11月、「松島」副長となり日清戦争に出征。さらに「鳥海」「龍田」の各艦長を歴任。1897年（明治30年）6月、海軍大佐に進級し「高雄」艦長となった。1898年（明治31年）9月、「橋立」艦長に就任し、以後、「吾妻」回航委員長（フランス出張）、同艦長、「朝日」艦長、横須賀鎮守府参謀長を務めた。
1904年（明治37年）6月、海軍少将に進んだ。日露戦争では1905年（明治38年）1月に特務隊（後に特務艦隊と改称）司令官に発令され、日本海海戦などに従軍。日本海海戦後の同年6月、第1艦隊司令官に転じた。
1905年12月、海軍省人事局長兼海軍将官会議議員に就任。1908年（明治41年）8月、海軍中将に進み海軍将官会議議員となる。同年12月、待命となり、1909年（明治42年）12月、予備役に編入。1914年（大正3年）3月1日に後備役となり、1918年（大正7年）7月21日に退役した。

## 栄典・授章・授賞
位階
- 1883年（明治16年）12月25日 - 従七位[4]
- 1886年（明治19年）11月27日 - 正七位[5]
- 1892年（明治25年）3月23日 - 従六位[6]
- 1897年（明治30年）5月31日 - 正六位[7]
- 1898年（明治31年）3月8日 - 従五位[8]
- 1903年（明治36年）4月20日 - 正五位[9]
- 1908年（明治41年）5月11日 - 従四位[10]
- 1910年（明治43年）1月31日 - 正四位[11]

勲章等
- 1890年（明治23年）5月30日 - 勲六等瑞宝章[12]
- 1894年（明治27年）11月24日 - 勲五等瑞宝章[13]
- 1895年（明治28年）
  - 9月27日 - 双光旭日章・功四級金鵄勲章[14]
  - 11月18日 - 明治二十七八年従軍記章[15]
- 1898年（明治31年）11月24日 - 勲四等瑞宝章[16]
- 1904年（明治37年）5月27日 - 勲三等瑞宝章[17]
- 1906年（明治39年）4月1日 - 功三級金鵄勲章・勲二等旭日重光章・明治三十七八年従軍記章[18]
- 1915年（大正4年）11月10日 - 大礼記念章（大正）[19]

## 親族
- 義弟 澤鑑之丞（海軍造兵総監）